# Zbigniew Cerkowniak

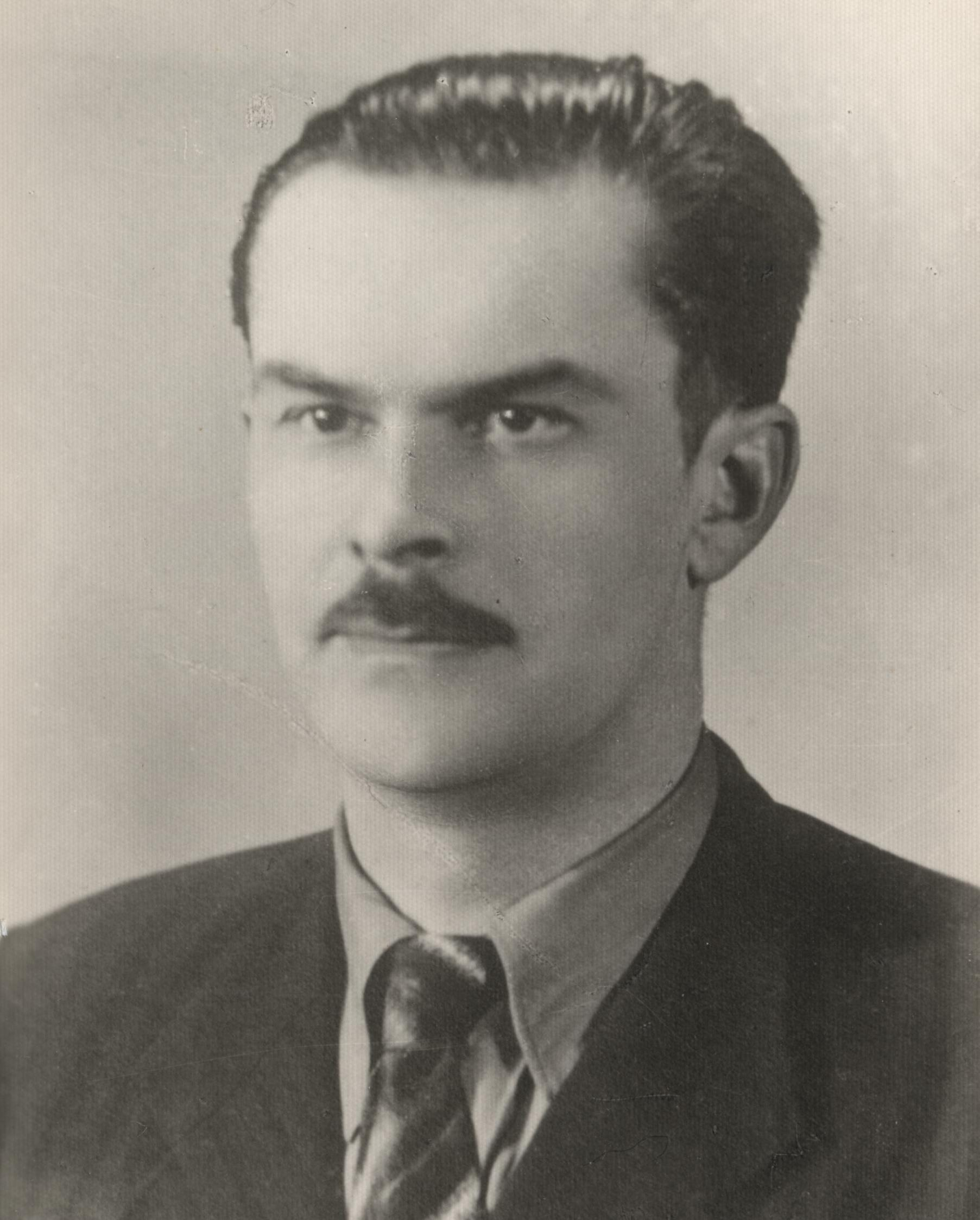
por. Zbigniew Michał Cerkowniak „Boruta”

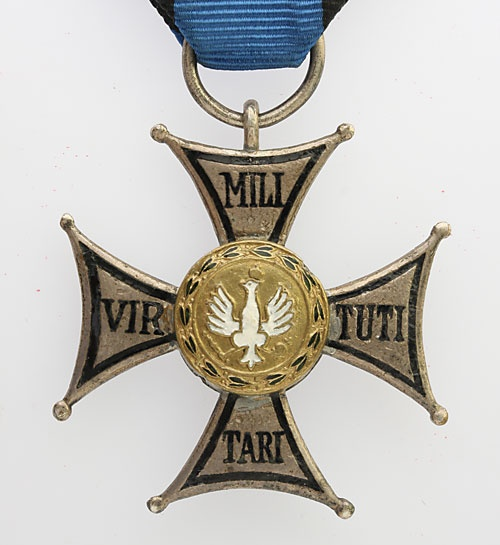
Za akcję „Pensjonat” Boruta awansował na porucznika i przedstawiony został do odznaczenia srebrnym krzyżem Orderu Virtuti Militari, sierpień 1943

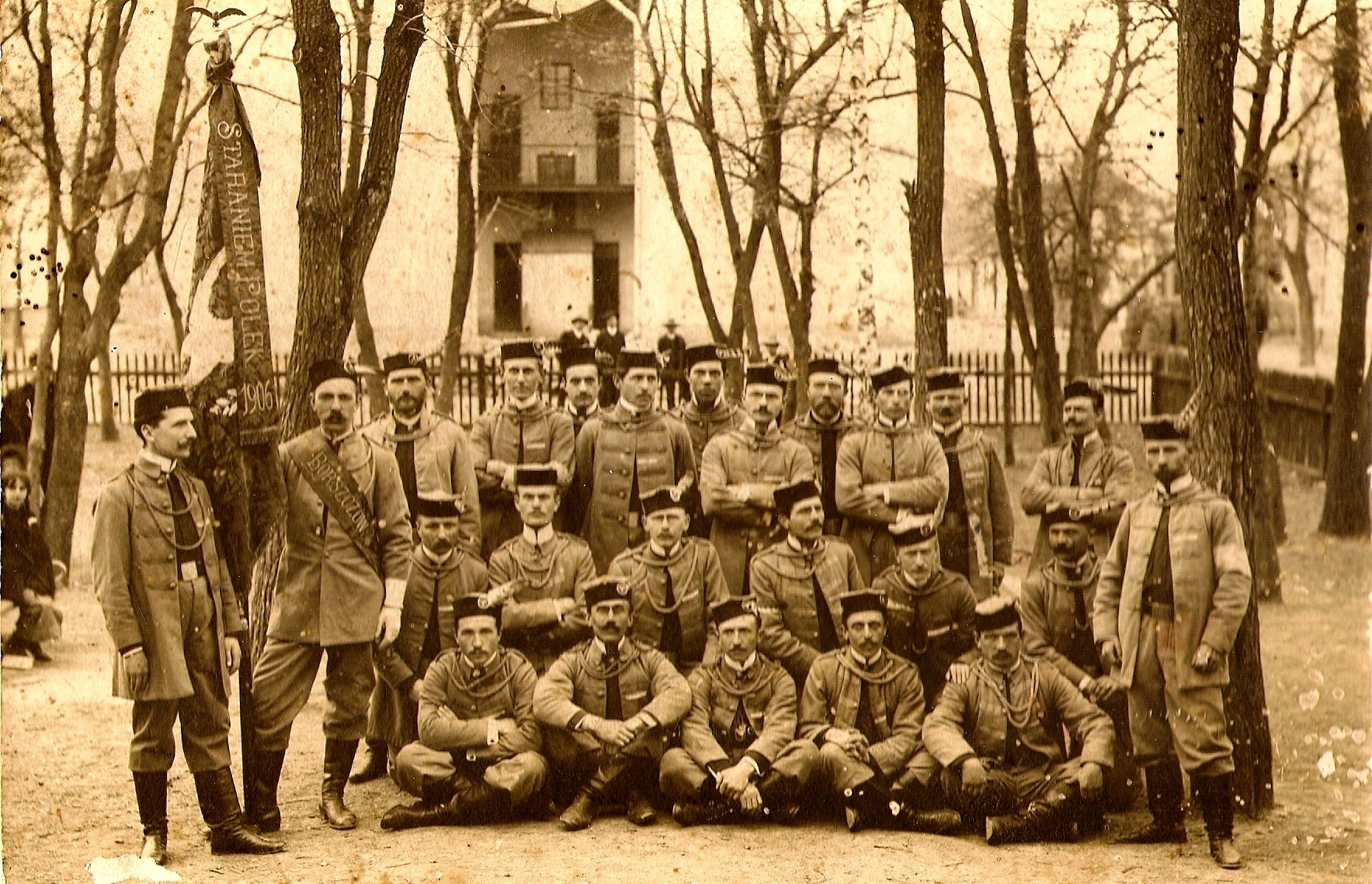
Druhowie paramilitarnej organizacji „Sokół” w Borszczowie rok 1906. Ojciec Boruty, Emil na zdjęciu, był wieloletnim sztandarowym „Sokoła”. Drużyny Polowe „Sokoła” w 1914 stały się zalążkiem II Brygady Legionów zwanej „Karpacką”

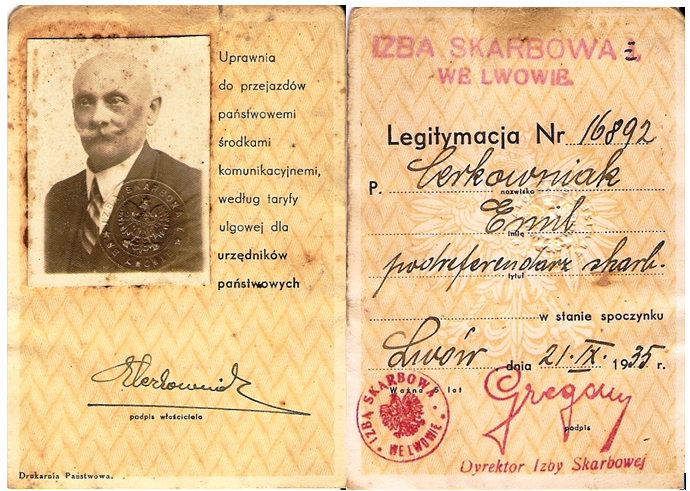
Emil Cerkowniak – Ojciec „Boruty”, zamordowany przez Gestapo w Jarosławiu

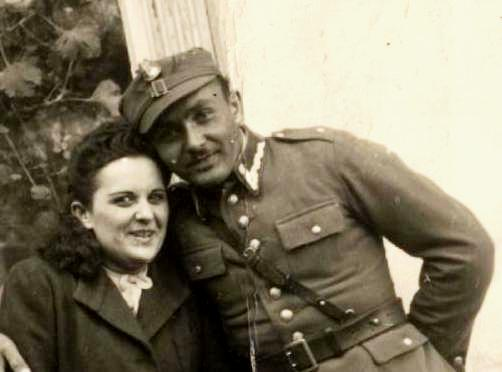
Rodzeństwo „Boruty” – Maria i Kazimierz Cerkowniak „Szczęsny”. „Szczęsny” brał udział w wielu akcjach Kedywu Obwodu AK Przemyśl, m.in. 23 września 1943 w spektakularnym odbiciu z przemyskiego szpitala, rannego po przesłuchaniach gestapo, członka AK słynnego „Karolka”

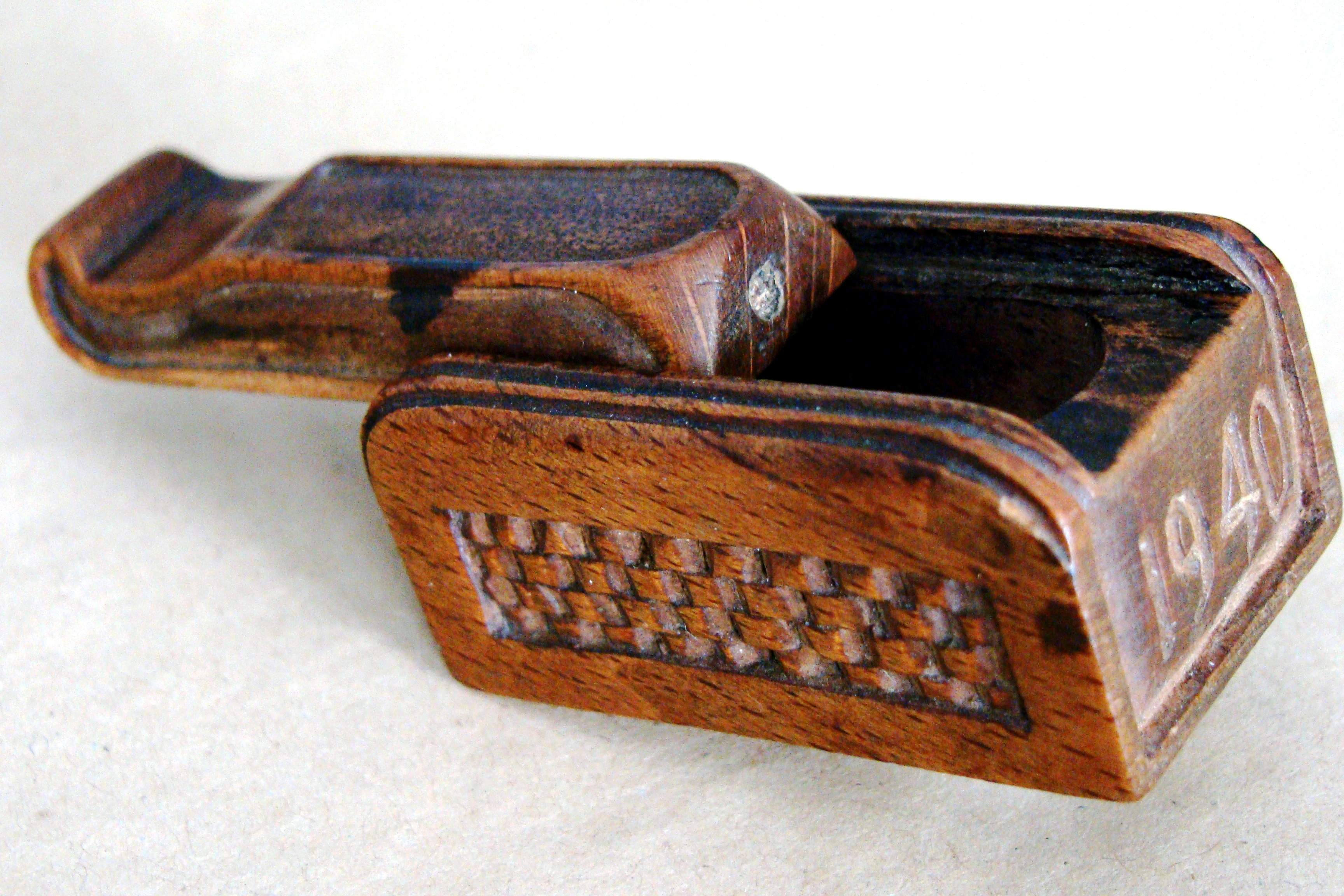
Miniaturowy piórniczek wykonany w drewnie przez Borutę, z inicjałami i datą, w trakcie pobytu w Oflagu dla nowo narodzonej córki, maj 1940

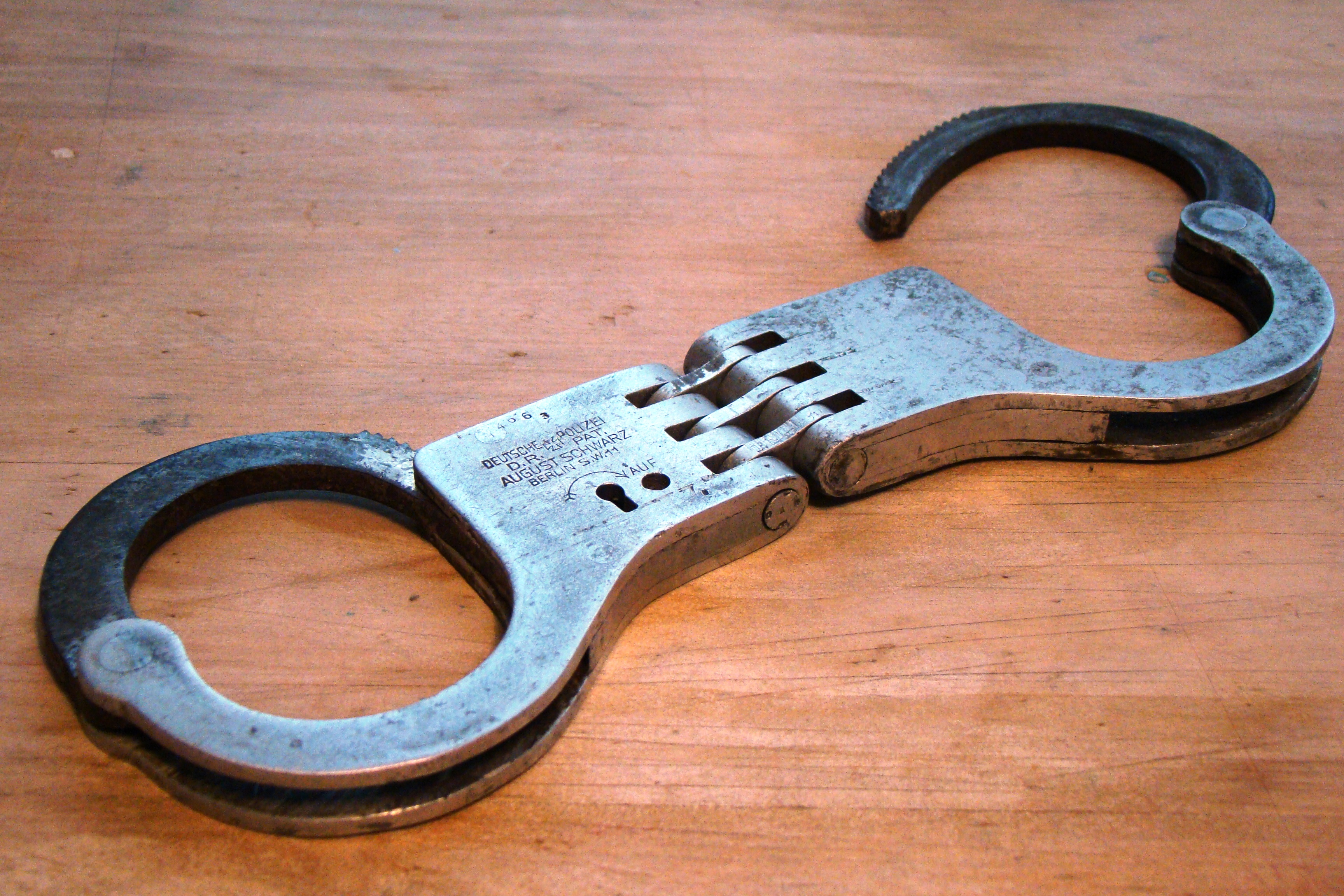
Kajdanki z których uwolnił się Boruta i uciekł z jarosławskiego Gestapo, luty 1943

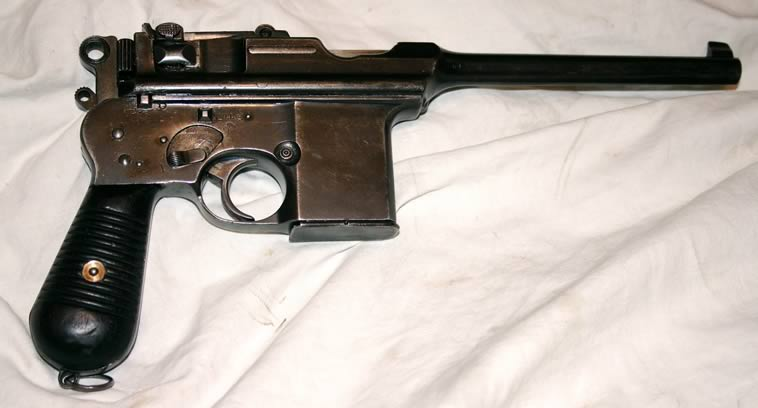
Pistolet „Boruty”, słynna ASTRA

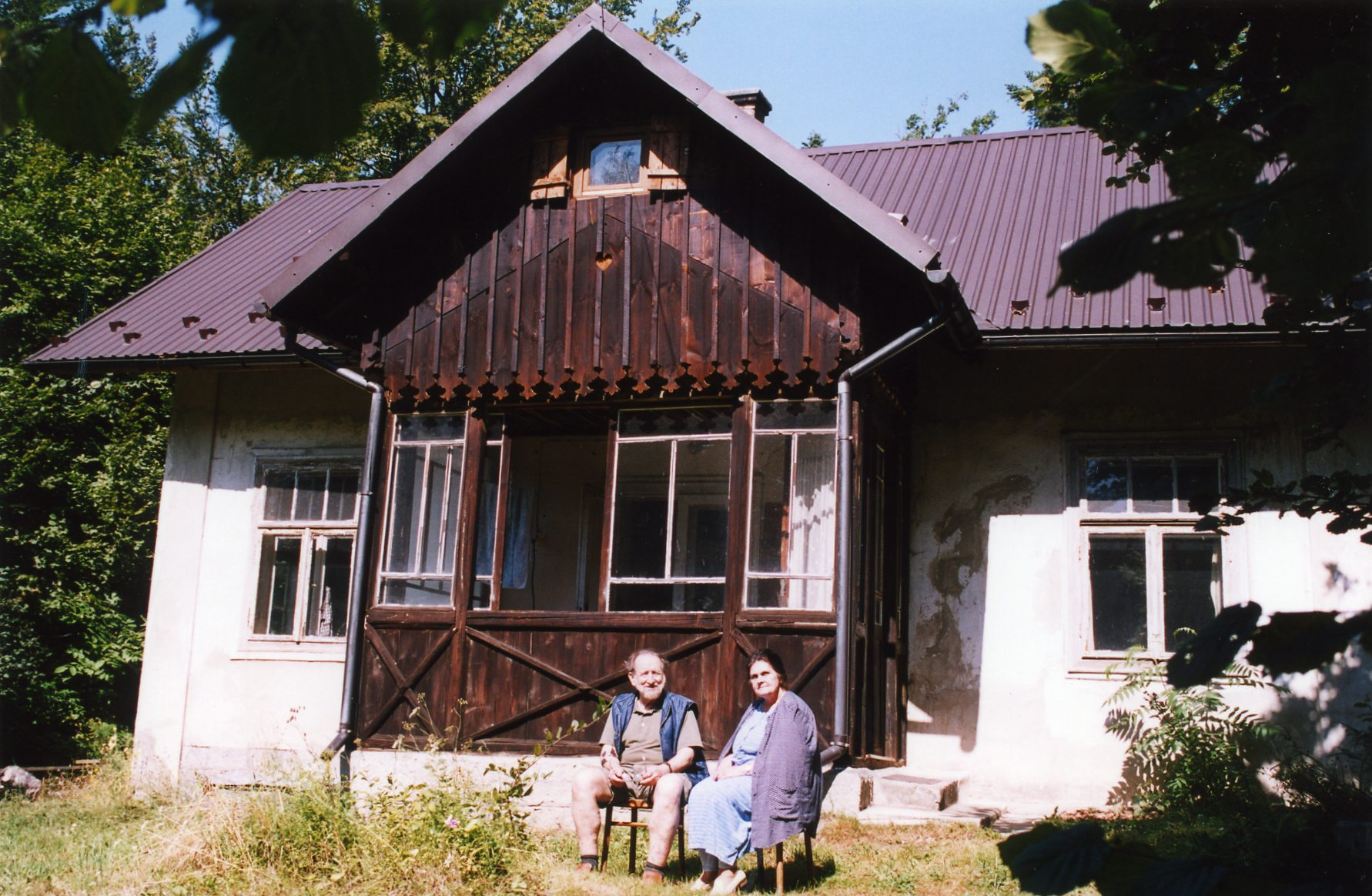
Dom Jacka Koszarskiego „Wąż” na Łupanej Górze k. Woli Komborskiej. Tu zakończył się odskok grupy prowadzonej przez Borutę i Dąbrowę. Na zdjęciu syn Jacka, Leszek Koszarski i Anna Wojciechowska córka Boruty, sierpień 2003, dokładnie 60 lat po tamtych wydarzeniach

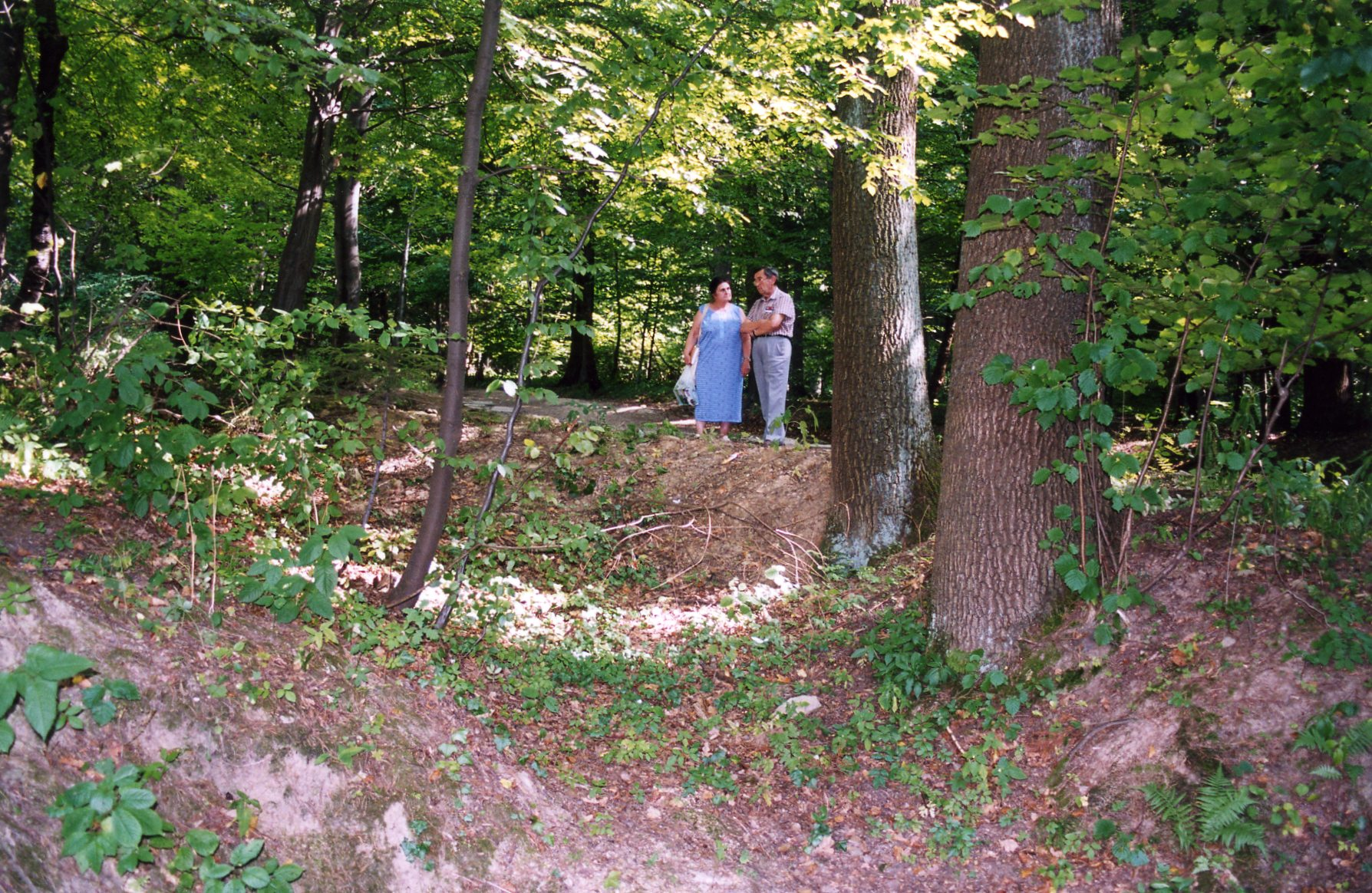
Iwonicz Zdrój, miejsce gdzie wybuchła mina i zginął Boruta 20 września 1944. Na zdjęciu Anna, córka Boruty i Janusz Michalak, historyk regionu i autor przewodników, sierpień 2003

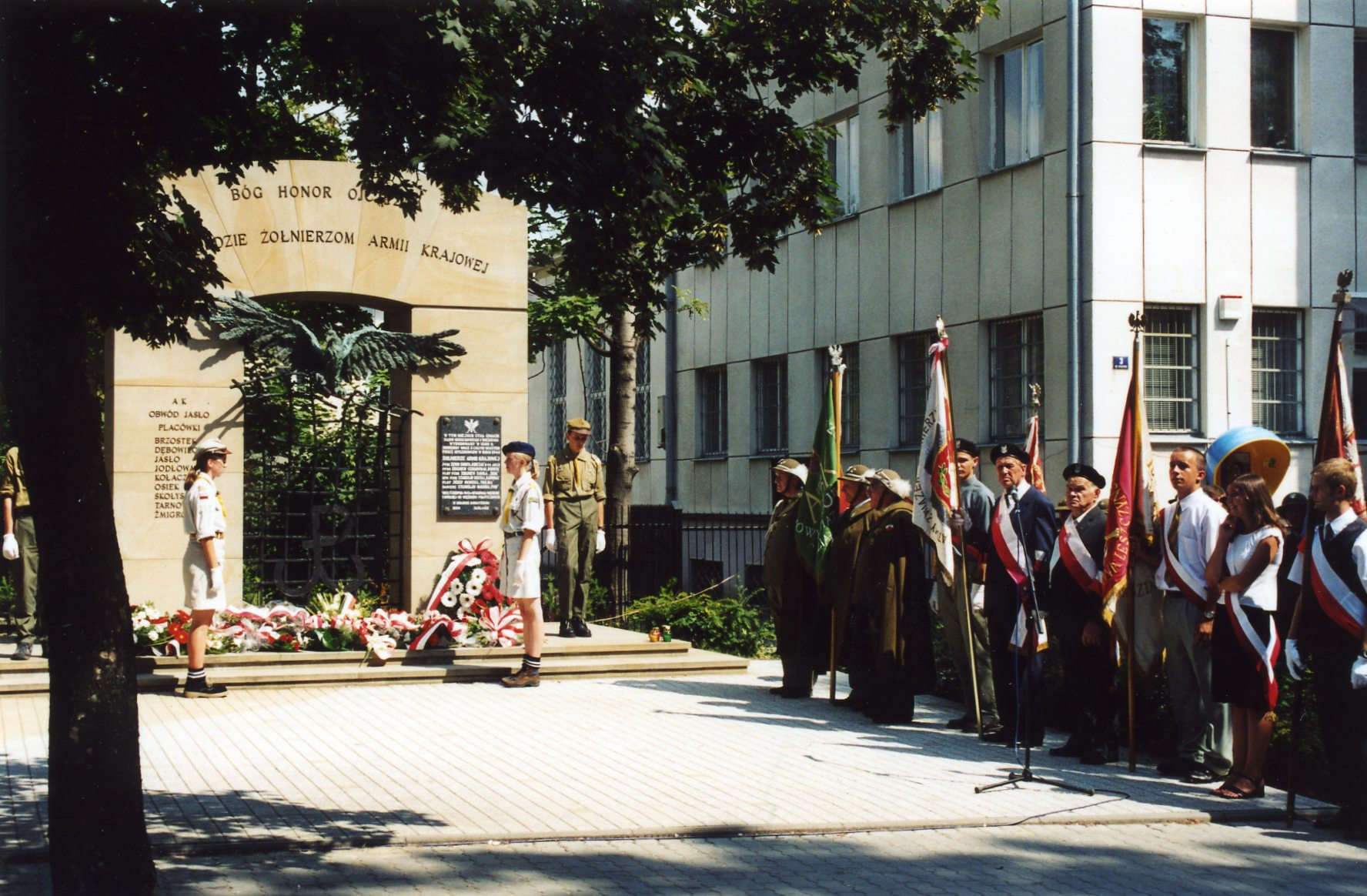
Uroczystość w 60 rocznicę opanowania jasielskiego więzienia i odsłonięcia pomnika w Hołdzie Żołnierzom Armii Krajowej. Widoczna tablica z nazwiskami sześciu bohaterów akcji „Pensjonat”, Jasło, 3 sierpnia 2003.

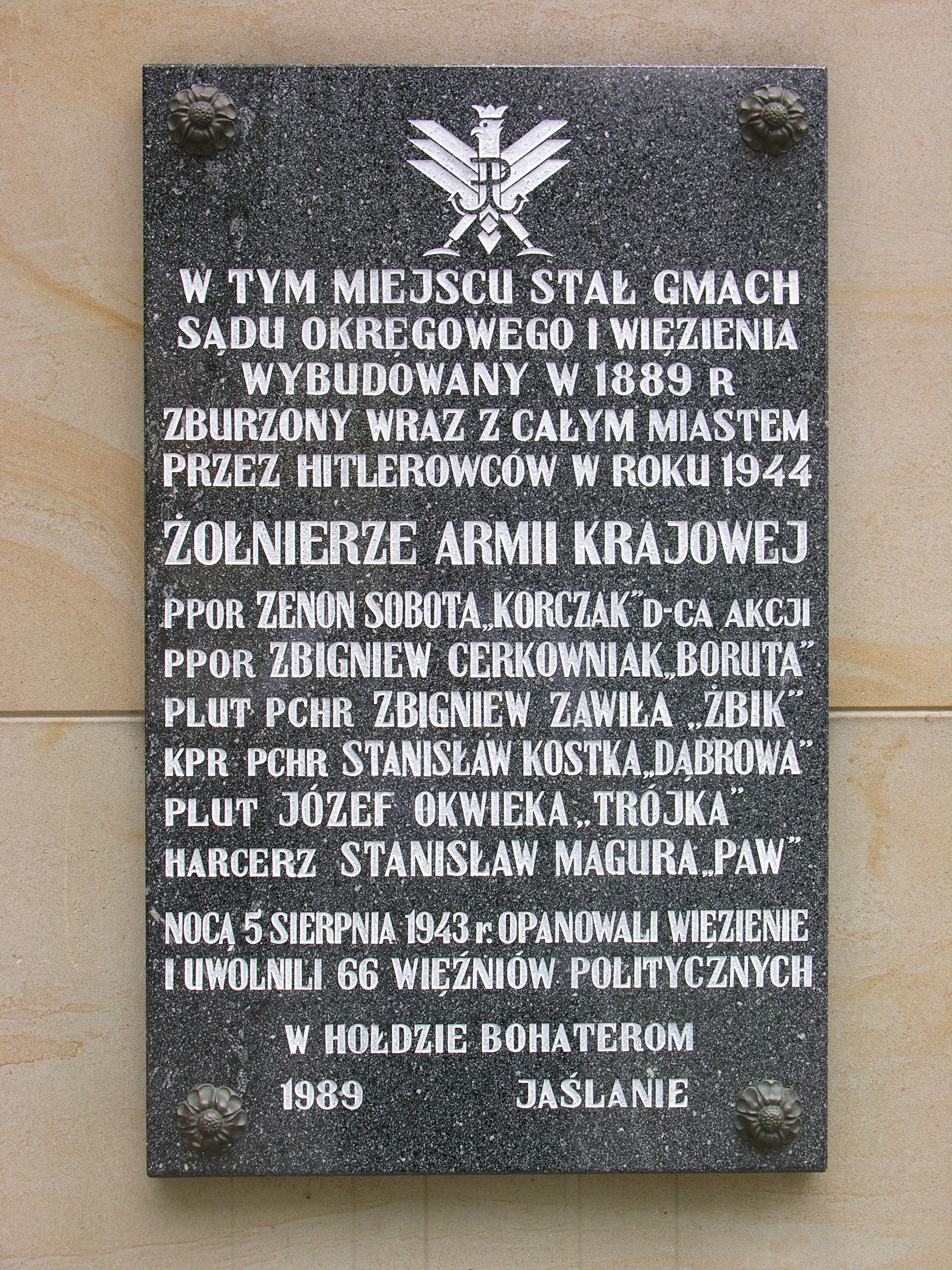
Tablica upamiętniająca opanowanie więzienia w Jaśle wymieniająca por. Zbigniewa Cerkowniaka. Tablicę odsłaniała w 1989 r. córka Boruty i córka Korczaka

Zbigniew Michał Cerkowniak, ps. „Boruta” (ur. 29 września 1910 w Borszczowie, zm. 20 września 1944 w Iwoniczu Zdroju) – porucznik kawalerii Wojska Polskiego, jeniec Oflagu II B, szef Ośrodka ZO-Kedyw Obwodu ZWZ-AK Jarosław, więzień jarosławskiego Gestapo, uczestnik akcji „Pensjonat” na więzienie w Jaśle, szef Ośrodka Kedywu „Olgierd” Inspektoratu AK Podkarpacie „Joachim”, dowódca oddziału partyzanckiego OP-15 w akcji „Burza”.

## Dzieciństwo i młodość
Zbigniew Cerkowniak urodził się 29 września 1910. Pochodził z kresowej rodziny ziemiańskiej o tradycjach patriotycznych. Gdy majątek w m. Bilcze Złote na Podolu został spalony a rodzice dziadka Zbigniewa zginęli, dziadek Wojciech Szagowski zmienił nazwisko na Cerkowniak i przeniósł się do Borszczowa. Ojciec Zbigniewa, Emil wieloletni działacz organizacji patriotycznej „Sokół”, za czasów II Rzeczypospolitej urzędnik państwowy – naczelnik Urzędu Skarbowego we Lwowie i Sokalu. Matka Józefa z domu Monne, stryjeczna siostra wielkiej patriotki Wandy Monne.
Zbigniew mieszkał z rodzicami i rodzeństwem: bratem Kazimierzem oraz trzema siostrami, na pięknych, ale umęczonych terenach kresowych w Borszczowie na Podolu w pobliżu austriacko-rosyjskiej granicy na Zbruczu, a następnie w Horodence na Pokuciu po prawej stronie Dniestru. W czasach II Rzeczypospolitej rodzina przeniosła się do Lwowa, następnie do Sokala, a od 1935 do Jarosławia. W Jarosławiu w 1941 r. ojciec Zbigniewa został zamordowany przez Gestapo, nie godząc się na współpracę (znał doskonale język niemiecki).
Maturę, Zbigniew uzyskał we Lwowie. Tam też zaliczył dwuletnie (1928–1930) przysposobienie wojskowe i obóz wojskowy w 19 pułku piechoty „Odsieczy Lwowa”. W latach 1932–1933 ukończył Szkołę Podoficerską przy 11 pułku artylerii lekkiej w Stanisławowie. W Sokalu ukończył w 1934 r. V kurs Państwowego Seminarium Nauczycielskiego Męskiego.
W 1935 r. W Sokalu wziął ślub z Marią Rabczyńską i przeniósł się do Warszawy. Tutaj urodziły się dzieci Zbigniewa: Włodzimierz (ur. 1936), Ryszard (ur. 1938) i Anna (ur. 1940). Pracował w Miejskim Przedsiębiorstwie Komunikacyjnym. Ukończył kurs doskonalący dla oficerów i podoficerów w Centrum Wyszkolenia Kawalerii w Grudziądzu.

## Udział w kampanii wrześniowej 1939
W 1939 roku we wrześniu Zbigniew Cerkowniak zmobilizowany został w stopniu podporucznika do Suwalskiej Brygady Kawalerii gen. Zygmunta Podhoreckiego, która wchodziła w skład SGO „Narew”. Po wyrwaniu się z kotła zambrowskiego, rozproszone oddziały zebrały się w Puszczy Białowieskiej, gdzie 18 września sformowano Dywizję Kawalerii „Zaza”, która 28 września została podporządkowana SGO „Polesie” gen. Franciszka Kleeberga, kierującej się na pomoc walczącej Warszawie. Drogę w dniu 2 października zagrodziła niemiecka 13 DP. Rozpoczęła się bitwa pod Kockiem. Dywizja „Zaza” walczyła o Serokomlę i Wolę Gułowską odnosząc pełne zwycięstwo. Niestety zabrakło amunicji na dalszą walkę. W nocy z 5/6 października Polacy złożyli broń, a oficerowie w tym ppor. Zbigniew Cerkowniak, trafili do niewoli.
Zbigniew Cerkowniak poprzez jeniecki obóz przejściowy w Woldenbergu dostał się do Oflagu II B w Arnswalde (obecnie Choszczno, 80 km od Szczecina). W obozie w którym przebywało ponad 3,3 tys. polskich oficerów, Zbigniew Cerkowniak zorganizował ucieczkę. Poprzez przepiłowanie włazów, wyprowadził podziemnym kanałem wielu więźniów. Wraz z kolegą, nocami i na piechotę po ok. miesiącu dotarł do Warszawy.

## Szef Ośrodka ZO-Kedyw Obwodu ZWZ-AK Jarosław Inspektoratu AK Przemyśl
Po powrocie do Warszawy ppor. Zbigniew Cerkowniak włączył się w działalność konspiracyjną. Z uwagi na inwigilację mieszkania w Warszawie i bezpieczeństwo rodziny na własną prośbę został przeniesiony do Jarosławia. Otrzymał fałszywe dokumenty na nazwisko Michał Bogdański ps. „Boruta”, „Mściciel”, zawód zegarmistrz.
W Jarosławiu, kontynuuje działalność konspiracyjną jako szef „Związku Odwetu” trzonu bojowego ZWZ, a potem ośrodka Kedywu. W dzień w mieszkaniu na ul. Opolskiej naprawia pierścionki i zegarki, wieczorem prowadzi szkolenia w posługiwaniu się bronią i materiałami wybuchowymi. Przygotowuje lewe dokumenty tożsamości t.zw. „Kennkarte”, które przydają się „spalonym” Polakom i sowieckim żołnierzom uciekającym z obozu w Pełkiniach k/Jarosławia. Dokonuje nasłuchów radiowych i kolportuje prasę podziemną, organizuje zaopatrzenie dla specjalnego oddziału dywersyjnego. Przy akcji wysadzenia pociągu pod Muniną, w dniu 2 lutego 1943 zostaje aresztowany przez „Geheime Staatspolizei”- Gestapo. Po kilku dniach brutalnych przesłuchań, skatowanego i z rękami skutymi na plecach wrzucono do łazienki, obiecując wykończenie następnego dnia. W nocy ogromnym wysiłkiem uwalnia z kajdanek jedną rękę, wyłamuje kłódkę w rozsuwanej kracie okna i ucieka.
Z Jarosławia „Boruta” razem z bratem Kazimierzem Cerkowniakiem „Szczęsnym” poprzez Kańczugę dotarli pieszo do Przemyśla i nawiązali kontakt z ppor. Zbigniewem Zawiłą „Żbik” szefem ośrodka Kedywu „Leon” Obwodu AK Przemyśl. W kwietniu została zorganizowana grupa bojowa z udziałem obu braci, która podjęła szereg akcji m.in. na silnie uzbrojony posterunek policji ukraińskiej w Medyce i na komendę policji ukraińskiej „Ukrainische Hilfpolizej” w centrum Przemyśla, gdzie zniszczono dokumenty, pozyskano maszyny do pisania oraz broń. Kwaterowali na Winnej Górze w willi pani Marii Frenczak „Mamuśka”. Tu „Boruta” poznał Stanisława Kostkę „Dąbrowa” z komendy Obwodu AK i funkcjonariusza „Sonderdienst” Antoniego Żmura „Karolka”. W lipcu na rozkaz por. Zenona Soboty „Korczak” szefa Kedywu Podokręgu AK Rzeszów „Boruta”, „Dąbrowa” i „Żbik” zostali odkomenderowani do akcji na więzienie w Jaśle. W dniu 24 lipca trzech powołanych do akcji, przebranych za cywilnych gestapowców pod opieką umundurowanego „Karolka” odbyło pomyślnie podróż z Przemyśla do Jasła w wagonie „Nur fur Deutsche”. W Jaśle w oczekiwaniu na rozkaz do akcji kwaterowali w willi rodziny Madejewskich „Łukaszów”. Tu poznali pozostałych członków akcji: harcerza Stanisława Magurę „Paw” oraz plut. Józefa Okwiekę „Trójka” zatrudnionego w straży więziennej.

## Akcja „Pensjonat” na więzienie w Jaśle i odskok na Łupaną Górę
W nocy z 5 na 6 sierpnia 1943 roku por. Zbigniew Cerkowniak brał udział w akcji Pensjonat, mającej na celu uwolnienia więźniów z jasielskiego więzienia. Budynek więzienia pilnowała ok. 30 osobowa straż, głównie Ukraińców. W maju i czerwcu 1943 przetrzymywano w więzieniu ok. 100 członków AK, w tym dużą część kierownictwa Kedywu Obwodu Krosno, oraz profesorów: Antoniego Lęcznara i Bronisława Millera wraz z uczniami. Grupa bojowa w składzie „Korczak”, „Boruta”, „Dąbrowa” i „Żbik” („Paw” został jako ubezpieczenie na ulicy) podeszła pod furtę więzienia, z której miał wychodzić po zakończeniu dyżuru „Trójka”. Razem już wpadli do wnętrza rozbrajając straż więzienną. Potem sukcesywne otwieranie cel i wyczytywanie więźniów politycznych. W sumie w sposób zorganizowany wyprowadzono 66 więźniów politycznych i 67 więźniów pospolitych. Poza miastem podzielili się na kilka grup i rozeszli w różnych kierunkach. Największą grupę ponad 30 osób prowadził „Boruta” z „Dąbrową”. Pokonali trasę ok. 40 km idąc tylko nocami w nieznanym terenie, bez żadnych punktów kontaktowych i łączników, forsując Jasiołkę i Wisłok. Po sześciu dniach dotarli na Łupaną Górę (Wola Komborska) k. Krosna do Jacka Koszarskiego „Wąż”. Tu już sam „Boruta” i „Dąbrowa” kwaterowali do 16 sierpnia pod czujną ochroną Jacka i jego syna Leszka. Akcja ta należy do największych osiągnięć Kedywu na Podkarpaciu. O randze tej akcji świadczy to, że wymieniona została w meldunku 482 gen. Bora-Komorowskiego z dnia 31 sierpnia do Naczelnego Wodza w Londynie. Rozkazem mjr. Stefana Tarnawskiego „Jarema” szefa Kedywu Okręgu AK Kraków, wszyscy członkowie grupy bojowej zostali przedstawieni do awansu i odznaczeń. Ppor. Zbigniew Cerkowniak „Boruta” otrzymał awans na porucznika i srebrny krzyż orderu wojennego Virtuti Militari.

## Kierownictwo Dywersji „Olgierd” Inspektoratu AK Podkarpacie „Joachim”
Zbigniew Cerkowniak, po odejściu do Rzeszowa por. Zenona Soboty i po akcji „Pensjonat”, został szefem Kedywu „Olgierd” Inspektoratu Podkarpacie „Joachim” pełniąc równocześnie funkcję oficera dywersji w sztabie Inspektoratu z adiutantem pchor. Stanisławem Kostką „Dąbrowa”.
Zgodnie z drugim rozkazem Komendanta Głównego AK dotyczącym „bieżących akcji bojowych”, Kedyw na Podkarpaciu przeprowadzał akcje sabotażowo-dywersyjne na liniach kolejowych, drogowych, telekomunikacji, w przemyśle, urzędach i magazynach okupanta. Akcje były kierowane przede wszystkim przeciwko Gestapo, żandarmerii i wszelkiego rodzaju policji oraz kolaborantom, konfidentom i zdrajcom. Większość akcji sabotażowo-dywersyjnych na Podkarpaciu była szczegółowo planowana z wyprzedzeniem przynajmniej miesięcznym. Przeprowadzono bardzo wiele akcji, w których szef Kedywu, mający ogromne doświadczenie dywersyjne, nie musiał osobiście uczestniczyć. Dysponował w terenie oddziałami dywersyjnymi w sile ok. 500 ludzi. Brał jednak bezpośredni udział m.in. w akcjach odbioru zrzutów broni przez samoloty alianckie na zrzutowisku „Jaskółka” wsi Bieździadka i dwóch akcjach na dwór w Bratkówce w celu zdobycia broni.
„Boruta” był także znany ze swego hiszpańskiego pistoletu automatycznego „Astra”. Pistolet ten był nadzwyczajnie celny i łatwy do noszenia pod płaszczem kurtki. Wrogowie mieli respekt przed legendarną „Astrą”

## Dowódca oddziału partyzanckiego OP-15 w akcji „Burza”
Zgodnie z rozkazem Komendy Głównej AK, szef Inspektoratu Podkarpacie powołał trzy oddziały partyzanckie bazujące na zgrupowaniach sabotażowo-dywersyjnych Kedywu. Były to jednostki wydzielone w dyspozycji Inspektoratu, figurujące na tzw. liście żołdu i działające niezależnie od oddziałów terenowych poszczególnych obwodów AK Inspektoratu (Obwód Jasło, Krosno, Brzozów i Sanok w sumie do mobilizacji ok. 6700 ludzi). Niemniej – docelowo wpisane w struktury odtworzeniowe 2 pułku Strzelców Podhalańskich. Por. Zbigniew Cerkowniak na własne życzenie zrezygnował z szefostwa Kedywem i objął dowództwo OP-15. Korzystając z akcji „Burza”, pragnął zmierzyć się z okupantem w otwartej walce, w polskim mundurze i w czapce z orłem w koronie.
Po koncentracji we wsi Jodłowa, 18 km na północny zachód od Jasła, oddział jednolicie umundurowany i uzbrojony w broń maszynową wyruszył w marszu ubezpieczanym za San, o długości ponad 100 km, aby tam połączyć się z pozostałymi dwoma oddziałami OP-11 i OP-23 tworząc zgrupowanie operacyjne KN-23 „Południe” mjr.Adam Winogradzki „Korwin” i kontynuować marsz bojowy na Chyrów, Sambor i Lwów osłaniając ludność Polską przed agresją ukraińskich nacjonalistów. W tym czasie sytuacja na froncie zmieniła się gwałtownie. Wojska sowieckie w dniach 22-26 lipca zajęły Lwów przy aktywnym wsparciu AK. Dalszy marsz był bezcelowy. Zgrupowanie „Południe” pozostało po zachodniej stronie Sanu w strefie działań frontu sowiecko-niemieckiego. Pluton dowodzony przez „Borutę”, w dniach 29 lipca –19 sierpnia stoczył walki w rejonie: wsi Poraż, Tarnawy Górnej, Zagórza i Nowosielce. Następnie zgrupowanie przesunęło się na zachód w lesiste tereny górskie, rejon Puław i Darowa. Problemy aprowizacyjne spowodowały, że 29 sierpnia pluton „Boruty” opuścił zgrupowanie kierując się na północny zachód. Dotarł do wsi Lubatowa leżącej 4 km na południe od Iwonicza i założył obóz w lesie przylegającym do Góry Cergowej. Z „Borutą” nawiązał kontakt por. Jerzy Nowak „Pik” dowódca placówki AK Iwonicz oraz por. Piotr Massalski „Morena”, dowódca kompanii zgrupowania KN-24. W dniu 2 września wspólnie, oddziały AK rozbiły Niemców w Lubatowej, a następnie unikając kontrataku wycofały się na północ do Iwonicza Zdroju. Rzeczypospolitej Iwonickiej nie udało się już Niemcom zdobyć mimo trzykrotnych kontrataków. Była skutecznie broniona przez AK w tym oddział partyzancki „Boruty” do czasu wkroczenia wojsk sowieckich 20 września. W dniu tym do miasta zaczęły napływać masy uchodźców, a na drogach pozostały niemieckie miny. Rozminowania podjął się „Boruta”. Na drodze do Klimkówki w pobliżu willi „Jutrzenka” jedna z min wybuchła powodując śmierć bohaterskiego porucznika. Świadkiem tragicznej śmierci swego dowódcy był pchor. Adam Zawisza „Lupus”. Po wojnie zwłoki porucznika „Boruty” tymczasowo pochowane w Iwoniczu, zostały przewiezione na cmentarz w Krośnie. Spoczywa w kwaterze żołnierzy Armii Krajowej.

## Pamięć
- W październiku 1989 r. dokonano odsłonięcia tablicy pamiątkowej przed budynkiem Sądu Rejonowego przy ul. Staszica w Jaśle, upamiętniającej odbicie więźniów politycznych z jasielskiego więzienia w 1943 roku, na której wymieniono 6 członków grupy bojowej.
- W 60 rocznicę opanowania jasielskiego więzienia, 3 sierpnia 2003 roku odsłonięto pomnik w Hołdzie Żołnierzom Armii Krajowej przy ulicy Staszica, w którym wyeksponowana jest tablica odsłonięta w 1989 roku.
- Na wniosek Zarządu Koła Światowego Związku Żołnierzy Armii Krajowej i Komendy Hufca ZHP w Jaśle, Rada Miejska w Jaśle, Uchwałą Nr. X/56/2003 z dnia 9 czerwca 2003 r. nadała tytuły Honorowego Obywatela Miasta Jasła wszystkim sześciu żołnierzom AK brawurowej akcji opanowania jasielskiego więzienia i uwolnienie około 133 więźniów w tym 66 więźniów ruchu oporu[22][23][24].
- Ze wspomnień por. Antoniego Zawadzkiego szefa dywersji Obwodu AK Jasło:”Czas to był ciężki, czas próby. Z wdzięcznością wspominam dlatego ludzi i zdarzenia dorastające do wymogów chwili. Jednym z najpiękniejszych jest wspomnienie o „Borucie”. Ten oficer dywersji inspektoratu miał w sobie czar oficera kawalerii, poryw i pozę czasu powstania 1863, a prócz tego nieugiętą wiarę. On to uratował akcję Zenona Soboty, wkładając but między drzwi, gdy strażnik chciał je zatrzasnąć. On to, rozbrajał Niemców i przyjmował zrzuty broni. On to prowadził pierwszy umundurowany oddział partyzancki, samemu jadąc konno. Świecący wszędzie osobistym przykładem i odwagą, imponował żołnierzom, jak tylko odważny oficer czynić może. Zginął, kiedy usiłował przeprowadzić oddział przez pole minowe, rozerwany na strzępy. Cześć jego pamięci!”[25]